# American Society of Civil Engineers
American Society of Civil Engineers (ASCE) („Asociația americană a inginerilor din construcții”) este o organizație profesională a inginerilor din construcții americani. Înființată în 1852, este cea mai veche asociație de inginerie din Statele Unite. Sediul său este în Reston, Virginia.